# Hans Krauß (Fußballspieler, 1943)
Hans Krauß (* 28. Mai 1943) ist ein ehemaliger deutscher Fußballspieler. Der Offensivspieler hat für den VfB Stuttgart in den Jahren 1965 und 1966 zwei Spiele in der Fußball-Bundesliga absolviert.

## Laufbahn
Der Stürmer wurde nach der Saison 1963/64 von der Amateurmannschaft des VfB Stuttgart, wie auch seine Mannschaftskameraden Siegfried Böhringer, Hartmut Weiß und Gustav Talpai, in die Bundesligamannschaft der Schwaben befördert. Neben den eigenen Amateuren verpflichtete der VfB noch die Spieler Helmut Huttary, Werner Pfeifer und Helmut Siebert. In den kommenden beiden Spielzeiten kam Krauß in der Bundesliga jeweils auf einen Einsatz. Er debütierte am 20. Februar 1965 bei einer 1:3-Auswärtsniederlage beim FC Schalke 04 in der Bundesliga. Der VfB-Angriff lief in der Besetzung mit Dieter Höller, Rolf Geiger, Hartmut Weiß, Eberhard Pfisterer und Hans Krauß in Gelsenkirchen auf. Es war das letzte Spiel unter Trainer Kurt Baluses, welcher am 25. Februar interim durch Franz Seybold abgelöst wurde. Zu seinem zweiten Bundesligaeinsatz gelangte er am 5. März 1966, bei einer 0:1-Heimniederlage gegen Eintracht Braunschweig. Der torlose VfB-Angriff agierte dabei mit Erwin Waldner, Theodor Hoffmann, Hans-Otto Peters, Krauß und Manfred Reiner. Nach zwei Jahren als Reservist in der Bundesliga schloss er sich zur Saison 1966/67 dem 1. FC Pforzheim in der zweitklassigen Fußball-Regionalliga Süd an.
Bei den Blau-Weißen aus der Goldstadt am Nordrand des Schwarzwaldes erlebte er eine dramatisch schlechte Runde und stieg mit dem Team vom Stadion im Brötzinger Tal mit 13:55 Punkten als Tabellenschlusslicht in das Amateurlager ab. In 25 Regionalligaeinsätzen erzielte Krauß an der Seite von Mitspielern wie Wilfried Tepe und Alfred Kohlhäufl fünf Tore, darunter je zwei Treffer beim 2:0-Heimerfolg am 19. März 1967 gegen den SV Waldhof, sowie am 16. April 1967 bei einem 2:2-Heimremis gegen Hessen Kassel. Nach dem einjährigen Gastspiel in Pforzheim unterschrieb Krauß zur Saison 1967/68 beim Regionalligaaufsteiger TSG Backnang einen neuen Vertrag. Er stieg mit Backnang wiederum ab, jetzt aber immerhin mit 18 Pluspunkten nach 32 Ligaeinsätzen und 14 Toren. Damit ist er Rekordspieler und Rekordtorschütze der TSG in der Regionalliga Süd. Mit einem 3:3-Auswärtsremis beendete Krauß mit Backnang am 12. Mai 1968 beim SV Wiesbaden die Regionalligasaison und erzielte in der 88. Minute den 3:3-Ausgleichstreffer.
Später war Krauß auch für die SpVgg Renningen aktiv.